# Escalonilla (kommunhuvudort)
Escalonilla är en kommunhuvudort i Spanien.   Den ligger i provinsen Toledo och regionen Kastilien-La Mancha, i den centrala delen av landet, 80 km sydväst om huvudstaden Madrid. Escalonilla ligger 545 meter över havet och antalet invånare är 1 458.
Terrängen runt Escalonilla är platt. Runt Escalonilla är det ganska glesbefolkat, med 48 invånare per kvadratkilometer. Närmaste större samhälle är La Puebla de Montalbán, 7,0 km söder om Escalonilla. Trakten runt Escalonilla består till största delen av jordbruksmark.